# Erythrina edulis
Erythrina edulis là một loài rau đậu thuộc họ Fabaceae. It is bản địa của the Andes. The tree grows up to 8m in height, and its seeds are often used in salads.

## Hình ảnh

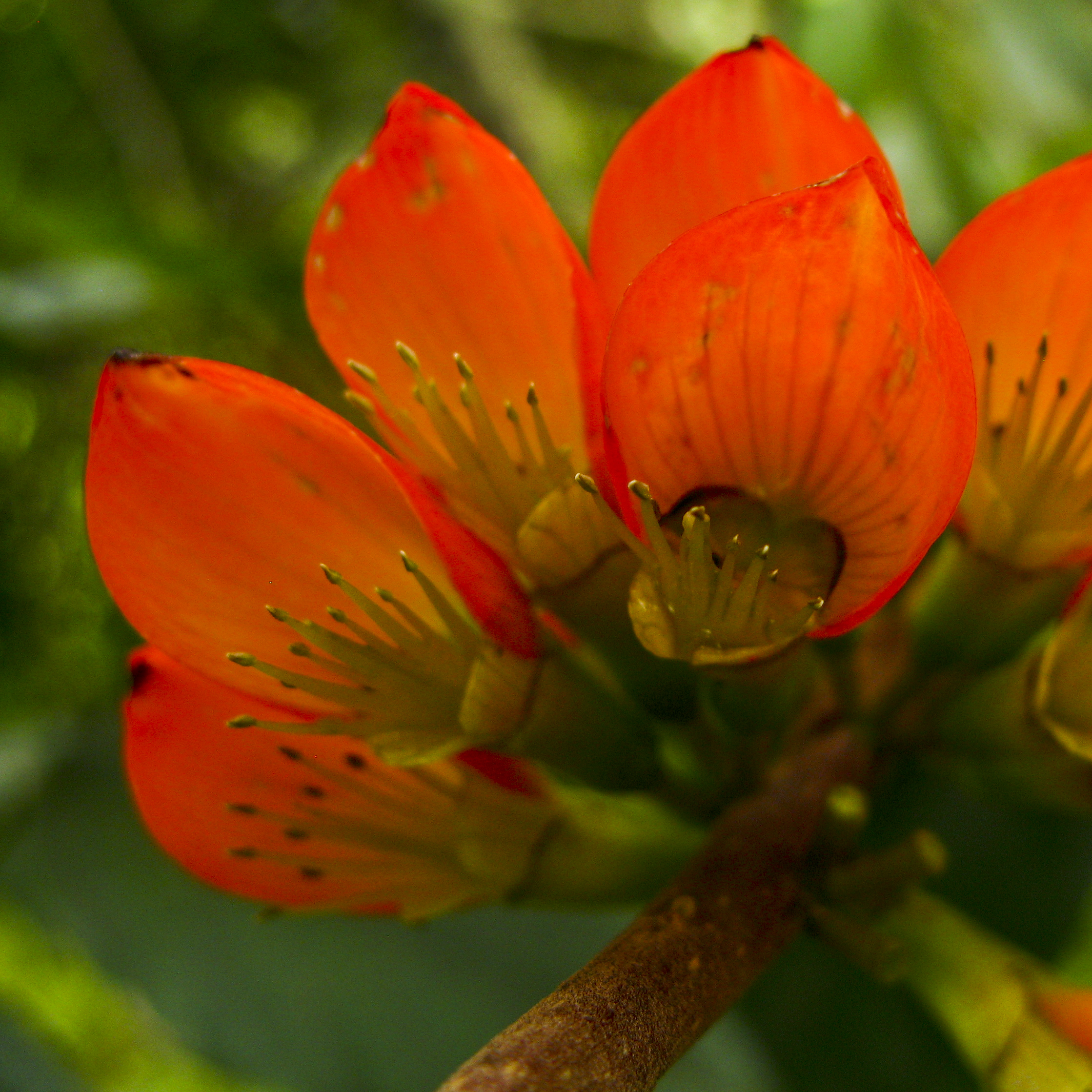

- Tư liệu liên quan tới Erythrina edulis tại Wikimedia Commons